# السوريون في السويد
السوريون في السويد هم المواطنون المنحدرون من أصل سوري والذين يقيمون في السويد. اعتبارًا من عام 2019م، كان هناك 191.530 من سكان السويد ولدوا في سوريا، بالإضافة إلى 50.620 ولدوا في السويد وكان أحد أبويهما مولودًا في سوريا.

## التركيبة السكانية

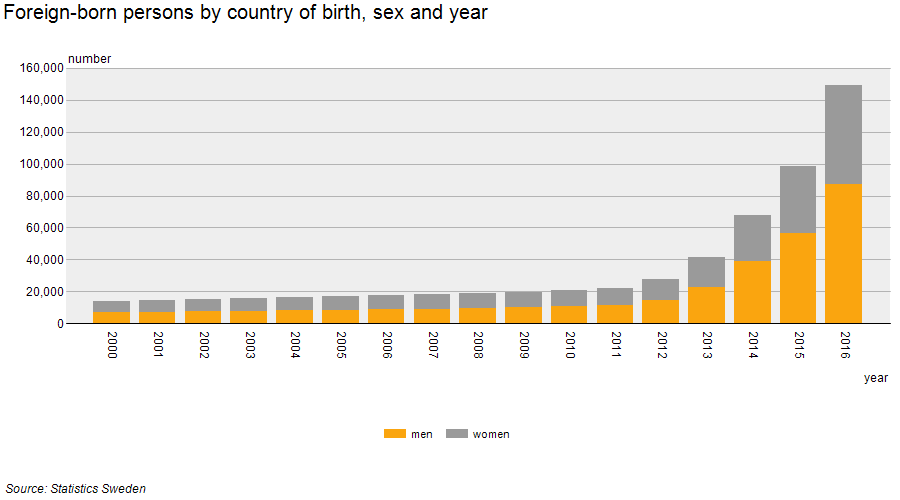
سكان السويد المولودون في سوريا حسب الجنس، 2000-2016.

وصل معظم السوريين المقيمين في السويد بصفة لاجئين بعد الحرب الأهلية السورية التي بدأت في عام 2011. وفقًا لإحصاءات الحكومة السويدية، اعتبارًا من عام 2016، يوجد في السويد 116،384 سوريًا (70.060 رجلاً و 46.324 امرأة). هناك أيضًا ما يقدر بنحو 18.000 شخص من المهاجرين الجدد الذين يعيشون في سودرتاليا. حتى عام 2016، تم تسجيل 5.459 مواطنًا سوريًا (2.803 رجلاً و 2.656 امرأة) يقيمون في السويد بصفة لاجئين. في عام 2016، سُجِّلت 39 حالة عودة من السويد إلى سوريا.
ينحدر السوريون في السويد من مختلف طوائف وعرقيات المجتمع السوري، وقد ازداد عددهم من 6 أشخاص عام 1960 إلى ما يفوق 100 ألف بعد الحرب الأهلية، ليشكّلوا ثاني أكبر جالية أجنبية في السويد بعد الفنلنديين. تتركّز تجمعات السوريين في السويد على خمس بلديات رئيسية: سودرتاليا (6758 سوري)، ستوكهولم (6537 سوري)، يوتيبوري (5701 سوري)، مالمو (5109 سوري)، نورشوبينغ (4968 سوري).

## الثقافة
أسس السوريون العديد من المراكز والأندية لنشاطاتهم الثقافية، أكبرها هو النادي السوري الذي تأسس عام 1977 ويُعدّ أقدم نادٍ للمغتربين السوريين في أوروبا والثالث في العالم، وهوَ مقر الاتحاد العام للمغتربين السوريين. يُدير النادي أنشطة ثقافية، رياضية، اجتماعية منفصلة عن الدين والسياسة ويهدف «لتوحيد السوريين تحت سقف واحد». لدى النادي أقسام للعائلة والشبيبة وجمعية للمرأة والمسنين، كما يُنظّم دورات لتعلم اللغة السويدية.

## التعليم
في عام 2010، شاركَ 18.292 طالبًا يتحدثون اللغة العربية كلغة الأم، في برنامج اللغة السويدية للمهاجرين الكبار الذي تديره الدولة. من بين هؤلاء التلاميذ، حصل 3884 طالبًا على التعليم من 0-6 سنوات في وطنهم، و 3883 طالبًا حصلوا على 7-9 سنوات من التعليم في وطنهم، و 11.025 حصلوا على تعليم لمدة 10 سنوات أو أكثر في وطنهم. اعتبارًا من عام 2012، تم تسجيل 18.886 تلميذًا يتحدثون اللغة العربية كلغة أم، من بينهم 3257 طالبًا مولودًا في سوريًا، في برنامج اللغة السويدية.
اعتبارا من عام 2016 وبحسب الإحصاءات السويدية، كان 35% من الأفراد السوريين حاصلين على مستوى التعليم الابتدائي والإعدادي (37٪ من الرجال و 34٪ من النساء)، و 22٪ حصلوا على مستوى التعليم الثانوي (21٪ من الرجال و 23٪ من النساء)، و 21٪ حصلوا على مستوى ما بعد التعليم الثانوي لأقل من 3 سنوات (21٪ من الرجال و 22٪ من النساء) و 15٪ حصلوا على مستوى ما بعد التعليم الثانوي لمدة 3 سنوات أو أكثر (16٪ من الرجال و 14٪ من النساء) و 6٪ حصلوا على مستوى تعليمي غير معروف (6٪ من الرجال، 7٪ من النساء).

## التوظيف
وفقًا لإحصاءات السويد، اعتبارًا من عام 2014، يبلغ معدل التوظيف حوالي 32٪ للمهاجرين المولودين في سوريا.
وفقًا لمعهد اقتصاديات العمل، اعتبارًا من عام 2014، تبلغ نسبة السكان العاملين السوريين في السويد حوالي 28٪. وبلغ أيضًا معدل البطالة بين السوريين حوالي 14٪.